# Johan Israel Axel Arrhenius
Johan Israel Axel Arrhenius (Tavastehus, 14 novembre 1858 – Uppsala, 1950) è stato un botanico finlandese-svedese (cfr. Svedesi di Finlandia).

## Biografia
Johan Israel Axel Arrhenius era figlio di Carl Jakob Arrhenius (1823 - 1901) e Elisabeth Sucksdorff (1830 - 1923) ed ebbe quattro fratelli.
Si sposò due volte: la prima volta con Lilly Norrbom e la seconda con Thora Dokk Olsen
Arrhenius conseguì il titolo di Philosphiae Magister a Helsinki nel 1882. Nel 1889, divenne insegnante presso la scuola svedese Gymnasiet Lärkan, di cui fu rettore tra il 1895 e il 1903, e docente presso la Scuola Lundberg tra il 1903 e il 1920. 
Si dedicò principalmente allo studio delle spermatofite.
Pubblicò un gran numero di contributi sulla flora finlandese e scandinava e fu uno dei maggiori esperti del suo paese del genere Salix.

## Opere principali
- Botanische Sitzungsberichte, Volumi 2-4, Societas pro Fauna et Flora Fennica, 1895